# Johann Michael Vogl

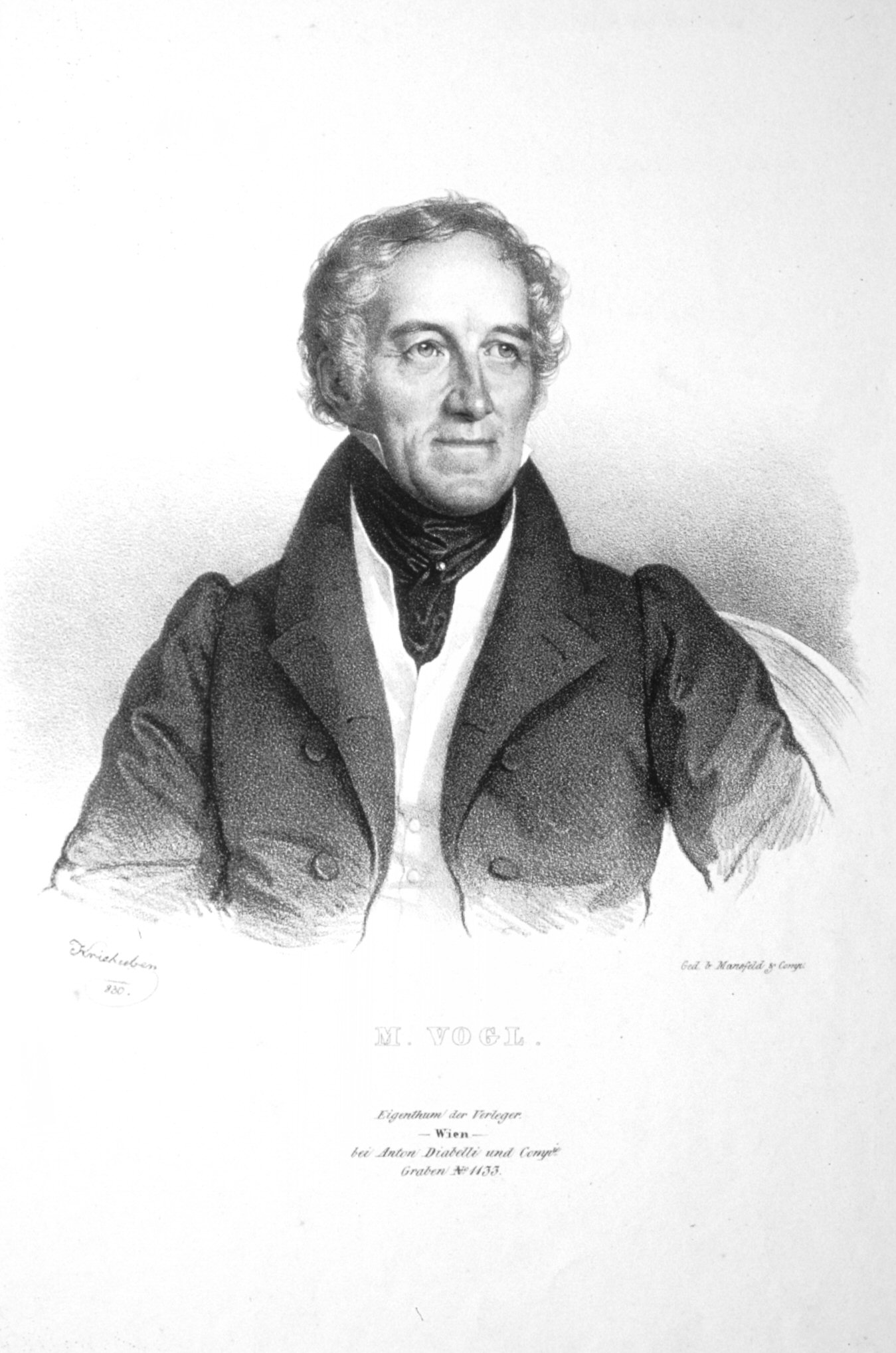
Johann Michael Vogl, Lithographie von Josef Kriehuber, 1830

Johann Michael Vogl (* 10. August 1768 in Ennsdorf bei Steyr; † 19. November 1840 in Wien) war ein österreichischer Opernsänger (Bariton) und Freund Franz Schuberts.

## Leben

### Herkunft und Ausbildung

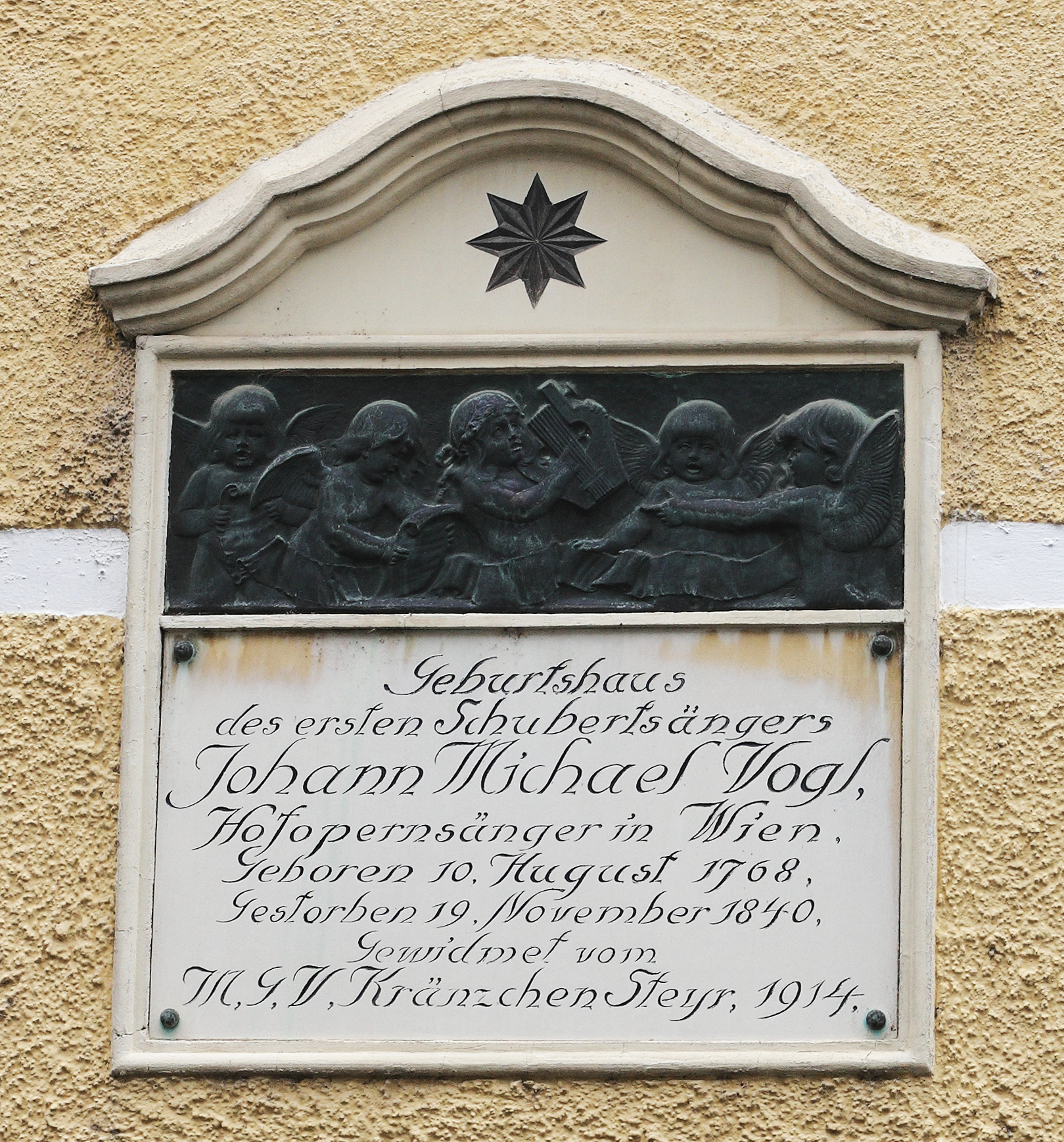
Gedenktafel am Geburtshaus Haratzmüllerstraße 32

Der Sohn des gleichnamigen bürgerlichen Fragners (Kleinhändlers) Johann Michael Vogl (zunächst Schiffschreiber bei Carl Selhammer in Steyr) verlor seine Eltern früh.
Der Vater hatte im Jahr 1760 das Haus des Anton Klausriegler in Ennsdorf gekauft und bekam auf dessen Fragnerei (Greißlerei) hin das Bürgerrecht.
Wenige Monate nach der Geburt Johanns (am 10. August 1768) starb seine Mutter Maria Clara geb. Pauriedel mit 39 Jahren am 7. März 1770. Der Vater Johann Michael, der sich zwei Monate nach dem Tod seiner Ehefrau erneut verheiratete (mit Maria Rosa geb. Plimberger) starb, als Johann drei Jahre alt war, am 20. April 1773 mit 40 Jahren. Die Mutter brachte mit Johann sechs Kinder zur Welt, die Stiefmutter außerdem drei weitere. Nach dem Tod des Vaters übernahm ein Bruder desselben die Erziehung des Jungen. Er erhielt vom Tenor Strausberger und dem Regenschori Kagel Musikunterricht.
Aufgrund seines Talents wurde er bereits mit neun Jahren als bezahlter Sopransänger an der Stadtpfarrkirche Steyr eingesetzt. Ab 1781 besuchte er das Stiftsgymnasium Kremsmünster. Hier wirkte er gleich als Sängerknabe, wobei seine musikalischen und schauspielerischen Fähigkeiten bei den Patres große Beachtung erhielten. Er war allerdings auch ein guter Schüler, der seine Gymnasialausbildung sowie die philosophischen Studien mit Auszeichnung abschloss.
1785 ging er zusammen mit Franz Xaver Süßmayr, den er in seiner Kremsmünsterer Zeit kennengelernt hatte, nach Wien, wo er zunächst Jus studierte und sein Universitätsstudium erfolgreich abschloss. Daneben erhielt er weiter Gesangsunterricht durch den Kastraten Girolamo Crescentini.

### Karriere

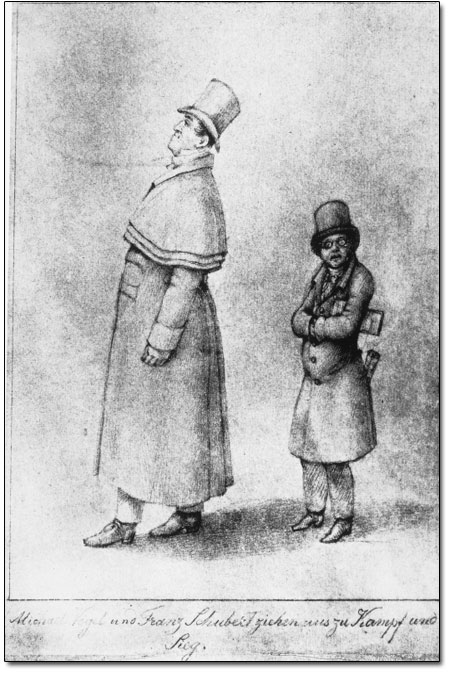
Vogl und Franz Schubert, Karikatur von Franz von Schober

1794 wurde er mit Hilfe von Süßmayr Hofopernsänger am Theater am Kärntnertor, wo er als Sänger, Schauspieler und sogar als Regisseur tätig war, wobei seine Spezialität die Rollen in Opern von Mozart und Christoph Willibald Gluck waren.
Vogl, Bariton, avancierte bald zu einem der bedeutendsten Sänger und Darsteller des Operntheaters, unter anderem in Rollen als Orest in Glucks Iphigenie auf Tauris (welche erstmals in deutscher Sprache 1781 in Wien aufgeführt wurde), Almaviva in Mozarts Figaro, Jacob Fribourg in der Schweizer Familie und Daniel in Baal’s Sturz von Joseph Weigl oder als Telasko in Fernand Cortez von Gaspare Spontini.
Als das Operntheater den Pächter wechselte, ging er 1821 in Pension. Danach trat er aber noch häufig als Liedsänger auf, ab 1829 mit dem Juristen und Pianisten Emanuel Mikschik (1798–1838).

### Vogl und Schubert
Durch Schuberts Freund Franz von Schober lernte Vogl den jungen Komponisten 1817 kennen und war von dessen Liedern fasziniert. Es entspann sich wohl eine Art Freundschaft, trotz des Altersunterschieds von fast dreißig Jahren, die Vogl Schubert voraus hatte. Vogl trug maßgeblich zur Verbreitung der Lieder Schuberts bei. Er organisierte Auftritte und Konzertreisen. Er sang die Lieder Schuberts, der ihn dazu auf eine unnachahmliche Weise auf dem Klavier begleitete, was ihn neben seinem Schüler Carl von Schönstein zu einem der besten zeitgenössischen Schubert-Interpreten machte. Nach dem Tode Schuberts (1828) kümmerte er sich um dessen Nachlass und brachte den Zyklus Die schöne Müllerin heraus. Weiters pflegte er auch das sonstige Liedgut des Komponisten.
Der Linzer Musikverein ernannte Franz Schubert und Johann Michael Vogl zu Ehrenmitgliedern.

### Privates
Bereits 1814 machte sich eine schwere Gichterkrankung bemerkbar, der zum Trotz er sich seine Energie bewahrte.

Er heiratete erst spät, und zwar im Jahre 1826 die 32 Jahre jüngere Kunigunde Rosa (Tochter des ehemaligen Direktors der Belvedere-Galerie), mit der er eine Tochter hatte, und verstarb auf den Tag genau zwölf Jahre nach Franz Schubert. Der 19. November ergibt sich aus einem Antrag der Witwe Vogl an den Wiener Magistrat bzgl. eines ausstehenden Pensionsbetrages. Offenbar darauf fußend nennt auch Eduard von Bauernfeld den 19. November in seinen „Skizzen“. Im Totenbuch der Wiener Pfarre Am Hof ist allerdings der 20. November als Todesdatum zu finden, und der 20. November erscheint auch im Verzeichnis der Verstorbenen in der Wiener Zeitung.